# Mpendulo Kunene
Mpendulo Kunene (ur. 9 września 1984 w Simunye) – suazyjski piłkarz grający na pozycji obrońcy. Od 2012 jest zawodnikiem klubu Young Buffaloes FC.

## Kariera klubowa
Swoją karierę piłkarską Kunene rozpoczął w klubie Mbabane Highlanders FC. W sezonie 2005/2006 zadebiutował w jego barwach w pierwszej lidze suazyjskiej. W 2009 roku zdobył z nim Puchar Eswatini. W sezonie 2009/2010 był zawodnikiem południowoafrykańskiego Jomo Cosmos FC. W 2010 wrócił do Mbabane Highlanders. W 2012 przeszedł do Young Buffaloes FC. Wywalczył z nim mistrzostwo kraju w sezonie 2019/2020, cztery wicemistrzostwa w sezonach 2016/2017, 2017/2018, 2020/2021 i 2022/2023 oraz dwa Puchary Eswatini w latach 2017 i 2018.

## Kariera reprezentacyjna
W reprezentacji Eswatini Kunene zadebiutował 20 maja 2006 w przegranym 0:1 meczu COSAFA Cup 2006 z Południową Afryką. Od 2006 do 2009 wystąpił w kadrze narodowej 15 razy i strzelił 1 gola.